# Justin Marshall
Justin Warren Marshall (Gore, 5 agosto 1973) è un ex rugbista a 15, conduttore televisivo e imprenditore neozelandese, già mediano di mischia per Crusaders, Leeds Tykes e Saracens, e 81 volte internazionale per gli All Blacks.

## Biografia
Nato a Gore, nella regione neozelandese del Southland, debuttò per la sua rappresentativa provinciale nel 1992; dopo due anni si trasferì a Canterbury ed entrò anche nella relativa franchise di Super Rugby, i Crusaders.
Subito dopo la Coppa del Mondo di rugby 1995 Marshall fece parte del gruppo di nuove leve degli All Blacks che affrontò il tour di fine anno in Europa, nel corso del quale esordì al Parco dei Principi di Parigi contro la Francia.
Nel 1997 divenne capitano della squadra e due anni più tardi prese parte alla Coppa del Mondo di rugby 1999 in Galles, perdendo la semifinale e piazzandosi alfine quarto.
Tra il 1998 e il 2002 fece parte dei Crusaders che vinsero quattro edizioni su cinque del Super Rugby, l'ultima delle quali con un percorso netto (13 vittorie consecutive tra stagione regolare e play-off ); fu, ancora, alla Coppa del Mondo di rugby 2003 con una nuova sconfitta in semifinale e la conquista del terzo posto finale.
Nel 2005 disputò la sua ultima stagione in Nuova Zelanda e le sue ultime partite internazionali; dalla stagione successiva fu in Inghilterra al Leeds Tykes per un contratto biennale; tuttavia, dopo la retrocessione del club alla fine della stagione, l'ingaggio di Marshall divenne troppo oneroso e fu rilasciato; si accordò quindi per un nuovo biennale con i gallesi Ospreys in Celtic League.
Alla prima stagione in tale torneo Marshall si laureò campione, e alla fine di quella successiva decise di non rinnovare il contratto per via della competizione con il neoacquisto Mike Phillips, suo concorrente di ruolo; accettò quindi un ingaggio in Francia per un anno più l'opzione per uno successivo dal Montpellier; dopo solo metà campionato, quando fu chiaro che né la società né Marshall avrebbero rinnovato il contratto, i francesi acconsentirono al rilascio anticipato del giocatore su richiesta degli inglesi del Saracens, che avevano bisogno di un rimpiazzo urgente del titolare sudafricano Neil de Kock.
Inizialmente valido fino a fine stagione, il contratto fu rinnovato fino a tutto il 2009-10, quando Marshall annunciò il suo ritiro per dedicarsi alla carriera di commentatore e conduttore televisivo in patria.
Nel 2013 è divenuto imprenditore alberghiero, avendo acquistato un hôtel a Laugharne, in Galles, città dove risiedette il poeta Dylan Thomas.

## Palmarès
- Super Rugby: 5
Crusaders: 1998, 1999, 2000, 2002, 2005
- National Provincial Championship: 3
Canterbury: 1997, 2001, 2004
- Celtic League: 1
Ospreys: 2006-07